# Lista över fotbollsövergångar i Superettan 2022
Detta är en lista över fotbollsövergångar i Superettan i Sverige säsongen 2022.
Listan är korrekt per den 23 mars 2022
Fotnot: Spelare som återvänt efter utlåningar är inte medräknade.

## Superettan

### AFC Eskilstuna

#### Vinterövergångar 2021/2022
| Nr | Land    | Pos | Namn                                        |
| -- | ------- | --- | ------------------------------------------- |
| -  | Sverige | MF  | Anton Ekeroth (från Kalmar FF)              |
| -  | Gambia  | MV  | Lamin Sarr (från Torns IF)                  |
| -  | Sverige | MV  | Melker Uppenberg (från Friska Viljor)       |
| -  | Sverige | A   | Sadmir Zekovic (från Oskarshamns AIK)       |
| -  | Sverige | MF  | Ishak Shamoun (från Assyriska IK)           |
| -  | Sverige | A   | Amar Muhsin (från Assyriska IK)             |
| -  | Sverige | F   | Mikael Marqués (från Jönköpings Södra IF)   |
| -  | Libanon | MF  | Felix Michel (Inlånad från AIK)             |
| -  | Sverige | F   | Lucas Larsen (från Helsingborgs IF)         |
| -  | Sverige | MF  | Joel Berhane (från Örebro Syrianska IF)     |
| -  | England | MF  | Ryan Williams (från Bosman)                 |
| -  | Ghana   | MF  | Abdul Halik Hudu (från Lyngby)              |
| -  | Sverige | MF  | Efdon Mahari (Uppflyttad från U19-laget)    |
| -  | Sverige | MV  | Famara Touray (Uppflyttad från U19-laget)   |
| -  | Sverige | MF  | Naod Teklebrhan (Uppflyttad från U19-laget) |

| Nr | Land    | Pos | Namn                                        |
| -- | ------- | --- | ------------------------------------------- |
| -  | Sverige | MF  | Anton Ekeroth (från Kalmar FF)              |
| -  | Gambia  | MV  | Lamin Sarr (från Torns IF)                  |
| -  | Sverige | MV  | Melker Uppenberg (från Friska Viljor)       |
| -  | Sverige | A   | Sadmir Zekovic (från Oskarshamns AIK)       |
| -  | Sverige | MF  | Ishak Shamoun (från Assyriska IK)           |
| -  | Sverige | A   | Amar Muhsin (från Assyriska IK)             |
| -  | Sverige | F   | Mikael Marqués (från Jönköpings Södra IF)   |
| -  | Libanon | MF  | Felix Michel (Inlånad från AIK)             |
| -  | Sverige | F   | Lucas Larsen (från Helsingborgs IF)         |
| -  | Sverige | MF  | Joel Berhane (från Örebro Syrianska IF)     |
| -  | England | MF  | Ryan Williams (från Bosman)                 |
| -  | Ghana   | MF  | Abdul Halik Hudu (från Lyngby)              |
| -  | Sverige | MF  | Efdon Mahari (Uppflyttad från U19-laget)    |
| -  | Sverige | MV  | Famara Touray (Uppflyttad från U19-laget)   |
| -  | Sverige | MF  | Naod Teklebrhan (Uppflyttad från U19-laget) |

| Nr | Land         | Pos | Namn                                                   |
| -- | ------------ | --- | ------------------------------------------------------ |
| 17 | Kosovo       | MF  | Ismet Lushaku (till Varbergs BoIS)                     |
| 22 | Burkina Faso | MF  | Blati Touré (till Pyramids)                            |
| 31 | USA          | MV  | Josh Wicks (Klubb ej klar)                             |
| 18 | Sverige      | MF  | Nils Thelander (Klubb ej klar)                         |
| 14 | Sverige      | F   | Albin Linnér (till Landskrona BoIS)                    |
| 10 | Sverige      | MF  | Marwan Baze (till IF Sylvia)                           |
| 35 | Ukraina      | MV  | Andrii Chekotun (Klubb ej klar)                        |
| 7  | Sverige      | A   | Adam Larsson (Utlånad till Ekenäs IF)                  |
| 23 | Japan        | MF  | Kazuki Takahashi (till Pirin Blagoevgrad)              |
| 5  | Sverige      | F   | Pontus Rödin (till IK Brage)                           |
| 19 | Sverige      | A   | Alexander Ahl Holmström (till Örgryte IS)              |
| -  | Sverige      | MF  | Efdon Mahari (Utlånad till Eskilstuna City FK)         |
| -  | Sverige      | MF  | Naod Teklebrhan (Utlånad till Eskilstuna City FK)      |
| 27 | Sverige      | A   | Leonardo Farah (Återvänder efter lån till BK Häcken)   |
| 90 | Sverige      | MV  | Noel Törnqvist (Återvänder efter lån till Mjällby AIF) |
| 2  | Finland      | F   | Robin Tihi (Återvänder efter lån till AIK)             |

| Nr | Land         | Pos | Namn                                                   |
| -- | ------------ | --- | ------------------------------------------------------ |
| 17 | Kosovo       | MF  | Ismet Lushaku (till Varbergs BoIS)                     |
| 22 | Burkina Faso | MF  | Blati Touré (till Pyramids)                            |
| 31 | USA          | MV  | Josh Wicks (Klubb ej klar)                             |
| 18 | Sverige      | MF  | Nils Thelander (Klubb ej klar)                         |
| 14 | Sverige      | F   | Albin Linnér (till Landskrona BoIS)                    |
| 10 | Sverige      | MF  | Marwan Baze (till IF Sylvia)                           |
| 35 | Ukraina      | MV  | Andrii Chekotun (Klubb ej klar)                        |
| 7  | Sverige      | A   | Adam Larsson (Utlånad till Ekenäs IF)                  |
| 23 | Japan        | MF  | Kazuki Takahashi (till Pirin Blagoevgrad)              |
| 5  | Sverige      | F   | Pontus Rödin (till IK Brage)                           |
| 19 | Sverige      | A   | Alexander Ahl Holmström (till Örgryte IS)              |
| -  | Sverige      | MF  | Efdon Mahari (Utlånad till Eskilstuna City FK)         |
| -  | Sverige      | MF  | Naod Teklebrhan (Utlånad till Eskilstuna City FK)      |
| 27 | Sverige      | A   | Leonardo Farah (Återvänder efter lån till BK Häcken)   |
| 90 | Sverige      | MV  | Noel Törnqvist (Återvänder efter lån till Mjällby AIF) |
| 2  | Finland      | F   | Robin Tihi (Återvänder efter lån till AIK)             |

#### Sommarövergångar 2022
| Nr | Land | Pos | Namn |
| -- | ---- | --- | ---- |

| Nr | Land | Pos | Namn |
| -- | ---- | --- | ---- |

| Nr | Land | Pos | Namn |
| -- | ---- | --- | ---- |

| Nr | Land | Pos | Namn |
| -- | ---- | --- | ---- |

### Dalkurd FF

#### Vinterövergångar 2021/2022
| Nr | Land             | Pos | Namn                                        |
| -- | ---------------- | --- | ------------------------------------------- |
| -  | Irak             | MF  | Ahmed Sabri (från Duhok)                    |
| -  | Irak             | A   | Yasir Qasim (från Brayati)                  |
| -  | Nederländerna    | MF  | Rewan Amin (från Östersunds FK)             |
| -  | Sverige          | A   | Pashang Abdulla (från Piteå IF)             |
| -  | Sverige          | F   | Filip Örnblom (från Gais)                   |
| -  | Schweiz          | F   | Fabio Dixon (från Bellinzona)               |
| -  | Sverige          | MF  | Hady Saleh Karim (från IFK Haninge)         |
| -  | Cypern           | A   | Andreas Katsantonis (från APOEL)            |
| -  | Palestina (stat) | A   | Ahmed Awad (från Östersunds FK)             |
| -  | Litauen          | F   | Sigitas Olberkis (från Legion Tallinn)      |
| -  | Sverige          | MF  | Lukas Browning Lagerfeldt (från Örgryte IS) |
| -  | Frankrike        | MV  | Bobby Allain (från Örebro SK)               |

| Nr | Land             | Pos | Namn                                        |
| -- | ---------------- | --- | ------------------------------------------- |
| -  | Irak             | MF  | Ahmed Sabri (från Duhok)                    |
| -  | Irak             | A   | Yasir Qasim (från Brayati)                  |
| -  | Nederländerna    | MF  | Rewan Amin (från Östersunds FK)             |
| -  | Sverige          | A   | Pashang Abdulla (från Piteå IF)             |
| -  | Sverige          | F   | Filip Örnblom (från Gais)                   |
| -  | Schweiz          | F   | Fabio Dixon (från Bellinzona)               |
| -  | Sverige          | MF  | Hady Saleh Karim (från IFK Haninge)         |
| -  | Cypern           | A   | Andreas Katsantonis (från APOEL)            |
| -  | Palestina (stat) | A   | Ahmed Awad (från Östersunds FK)             |
| -  | Litauen          | F   | Sigitas Olberkis (från Legion Tallinn)      |
| -  | Sverige          | MF  | Lukas Browning Lagerfeldt (från Örgryte IS) |
| -  | Frankrike        | MV  | Bobby Allain (från Örebro SK)               |

| Nr | Land                    | Pos | Namn                                                 |
| -- | ----------------------- | --- | ---------------------------------------------------- |
| 99 | Sverige                 | MF  | Samouil Izountouemoi (till IK Brage)                 |
| 8  | Sverige                 | A   | Victor Söderström (till Vasalunds IF)                |
| 5  | Sverige                 | F   | Dillan Ismail (Klubb ej klar)                        |
| 15 | Lettland                | F   | Rendijs Sibass (till Auda)                           |
| 33 | Bosnien och Hercegovina | F   | Irfan Jasarevic (till BK Olympic)                    |
| 94 | Sverige                 | MF  | Amir Ayari (till Torns IF)                           |
| 2  | Brasilien               | F   | Fabio de Sousa (Återvänder efter lån till Örebro SK) |

| Nr | Land                    | Pos | Namn                                                 |
| -- | ----------------------- | --- | ---------------------------------------------------- |
| 99 | Sverige                 | MF  | Samouil Izountouemoi (till IK Brage)                 |
| 8  | Sverige                 | A   | Victor Söderström (till Vasalunds IF)                |
| 5  | Sverige                 | F   | Dillan Ismail (Klubb ej klar)                        |
| 15 | Lettland                | F   | Rendijs Sibass (till Auda)                           |
| 33 | Bosnien och Hercegovina | F   | Irfan Jasarevic (till BK Olympic)                    |
| 94 | Sverige                 | MF  | Amir Ayari (till Torns IF)                           |
| 2  | Brasilien               | F   | Fabio de Sousa (Återvänder efter lån till Örebro SK) |

#### Sommarövergångar 2022
| Nr | Land | Pos | Namn |
| -- | ---- | --- | ---- |

| Nr | Land | Pos | Namn |
| -- | ---- | --- | ---- |

| Nr | Land | Pos | Namn |
| -- | ---- | --- | ---- |

| Nr | Land | Pos | Namn |
| -- | ---- | --- | ---- |

### Halmstads BK

#### Vinterövergångar 2021/2022
| Nr | Land    | Pos | Namn                                            |
| -- | ------- | --- | ----------------------------------------------- |
| -  | Sverige | A   | Villiam Dahlström (från Degerfors IF)           |
| -  | Sverige | F   | Marcus Olsson (från Helsingborgs IF)            |
| -  | Sverige | MF  | Pontus Carlsson (Uppflyttad från U19-laget)     |
| -  | Sverige | MF  | Albin Ahlstrand (Uppflyttad från U19-laget)     |
| -  | Sverige | A   | Johan Gudmundsson (Uppflyttad från U19-laget)   |
| -  | Sverige | MF  | Melvin Sjöland (Uppflyttad från U19-laget)      |
| -  | Sverige | MF  | Oscar Murro (Uppflyttad från U19-laget)         |
| -  | Sverige | F   | Taulant Parallangaj (Uppflyttad från U19-laget) |

| Nr | Land    | Pos | Namn                                            |
| -- | ------- | --- | ----------------------------------------------- |
| -  | Sverige | A   | Villiam Dahlström (från Degerfors IF)           |
| -  | Sverige | F   | Marcus Olsson (från Helsingborgs IF)            |
| -  | Sverige | MF  | Pontus Carlsson (Uppflyttad från U19-laget)     |
| -  | Sverige | MF  | Albin Ahlstrand (Uppflyttad från U19-laget)     |
| -  | Sverige | A   | Johan Gudmundsson (Uppflyttad från U19-laget)   |
| -  | Sverige | MF  | Melvin Sjöland (Uppflyttad från U19-laget)      |
| -  | Sverige | MF  | Oscar Murro (Uppflyttad från U19-laget)         |
| -  | Sverige | F   | Taulant Parallangaj (Uppflyttad från U19-laget) |

| Nr | Land    | Pos | Namn                                                  |
| -- | ------- | --- | ----------------------------------------------------- |
| 26 | Kosovo  | F   | Edvin Kurtulus (till Hammarby IF)                     |
| 23 | Sverige | MF  | Dusan Djuric (Avslutat karriären)                     |
| 20 | Sverige | F   | Viktor Ljung (Avslutat karriären)                     |
| 25 | Sverige | F   | Gabriel Wallentin (Utlånad till Skövde AIK)           |
| 24 | Irak    | MF  | Amir Al-Ammari (till IFK Göteborg)                    |
| 22 | Sverige | F   | Isac Larsson (Utlånad till Ängelholms FF)             |
| 9  | Sverige | A   | Marcus Antonsson (Återvänder efter lån till Malmö FF) |

| Nr | Land    | Pos | Namn                                                  |
| -- | ------- | --- | ----------------------------------------------------- |
| 26 | Kosovo  | F   | Edvin Kurtulus (till Hammarby IF)                     |
| 23 | Sverige | MF  | Dusan Djuric (Avslutat karriären)                     |
| 20 | Sverige | F   | Viktor Ljung (Avslutat karriären)                     |
| 25 | Sverige | F   | Gabriel Wallentin (Utlånad till Skövde AIK)           |
| 24 | Irak    | MF  | Amir Al-Ammari (till IFK Göteborg)                    |
| 22 | Sverige | F   | Isac Larsson (Utlånad till Ängelholms FF)             |
| 9  | Sverige | A   | Marcus Antonsson (Återvänder efter lån till Malmö FF) |

#### Sommarövergångar 2022
| Nr | Land | Pos | Namn |
| -- | ---- | --- | ---- |

| Nr | Land | Pos | Namn |
| -- | ---- | --- | ---- |

| Nr | Land | Pos | Namn |
| -- | ---- | --- | ---- |

| Nr | Land | Pos | Namn |
| -- | ---- | --- | ---- |

### IF Brommapojkarna

#### Vinterövergångar 2021/2022
| Nr | Land    | Pos | Namn                                                   |
| -- | ------- | --- | ------------------------------------------------------ |
| -  | Sverige | F   | Alexander Almqvist (från FC Trollhättan)               |
| -  | Sverige | A   | Oscar Pettersson (från Akropolis IF)                   |
| -  | Sverige | MF  | Nicklas Maripuu (från Degerfors IF)                    |
| -  | Sverige | F   | Alexander Abrahamsson (från Akropolis IF)              |
| -  | Sverige | A   | Nikola Vasic (från Reggina)                            |
| -  | Sverige | MF  | Heradi Rashidi (från Ararat Jerevan)                   |
| -  | Sverige | A   | Felix Strängborn (Uppflyttad från U19-laget)           |
| -  | Sverige | MF  | Wilmer Odefalk (Uppflyttad från U19-laget)             |
| -  | Sverige | MF  | Ludwig Malachowski Thorell (Uppflyttad från U19-laget) |
| -  | Sverige | F   | Fredrik Nissen (Uppflyttad från U19-laget)             |

| Nr | Land    | Pos | Namn                                                   |
| -- | ------- | --- | ------------------------------------------------------ |
| -  | Sverige | F   | Alexander Almqvist (från FC Trollhättan)               |
| -  | Sverige | A   | Oscar Pettersson (från Akropolis IF)                   |
| -  | Sverige | MF  | Nicklas Maripuu (från Degerfors IF)                    |
| -  | Sverige | F   | Alexander Abrahamsson (från Akropolis IF)              |
| -  | Sverige | A   | Nikola Vasic (från Reggina)                            |
| -  | Sverige | MF  | Heradi Rashidi (från Ararat Jerevan)                   |
| -  | Sverige | A   | Felix Strängborn (Uppflyttad från U19-laget)           |
| -  | Sverige | MF  | Wilmer Odefalk (Uppflyttad från U19-laget)             |
| -  | Sverige | MF  | Ludwig Malachowski Thorell (Uppflyttad från U19-laget) |
| -  | Sverige | F   | Fredrik Nissen (Uppflyttad från U19-laget)             |

| Nr | Land    | Pos | Namn                                                  |
| -- | ------- | --- | ----------------------------------------------------- |
| 23 | Sverige | F   | Ali Suljic (till Helsingborgs IF)                     |
| 7  | Sverige | MF  | Simon Helg (Klubb ej klar)                            |
| 3  | Sverige | F   | Carl Nyström (Klubb ej klar)                          |
| 19 | Sverige | MF  | Christer Gustafsson (Avslutat karriären)              |
| -  | Estland | A   | Kristoffer Grauberg Lepik (till Polisportiva Torrese) |
| 22 | Sverige | MF  | Teo Grönborg (till Täby FK)                           |
| 8  | Sverige | MF  | Alexander Seger (till Umeå FC)                        |
| 12 | Sverige | MF  | Nils Wallenberg (till IFK Värnamo)                    |
| 24 | Sverige | MF  | Jesper Ceesay (till AIK)                              |
| 14 | Sverige | A   | Jardell Kanga (till Bayer Leverkusen)                 |

| Nr | Land    | Pos | Namn                                                  |
| -- | ------- | --- | ----------------------------------------------------- |
| 23 | Sverige | F   | Ali Suljic (till Helsingborgs IF)                     |
| 7  | Sverige | MF  | Simon Helg (Klubb ej klar)                            |
| 3  | Sverige | F   | Carl Nyström (Klubb ej klar)                          |
| 19 | Sverige | MF  | Christer Gustafsson (Avslutat karriären)              |
| -  | Estland | A   | Kristoffer Grauberg Lepik (till Polisportiva Torrese) |
| 22 | Sverige | MF  | Teo Grönborg (till Täby FK)                           |
| 8  | Sverige | MF  | Alexander Seger (till Umeå FC)                        |
| 12 | Sverige | MF  | Nils Wallenberg (till IFK Värnamo)                    |
| 24 | Sverige | MF  | Jesper Ceesay (till AIK)                              |
| 14 | Sverige | A   | Jardell Kanga (till Bayer Leverkusen)                 |

#### Sommarövergångar 2022
| Nr | Land    | Pos | Namn                                    |
| -- | ------- | --- | --------------------------------------- |
| -  | Sverige | MF  | Elias Jemal (Uppflyttad från U19-laget) |

| Nr | Land    | Pos | Namn                                    |
| -- | ------- | --- | --------------------------------------- |
| -  | Sverige | MF  | Elias Jemal (Uppflyttad från U19-laget) |

| Nr | Land | Pos | Namn |
| -- | ---- | --- | ---- |

| Nr | Land | Pos | Namn |
| -- | ---- | --- | ---- |

### IK Brage

#### Vinterövergångar 2021/2022
| Nr | Land      | Pos | Namn                                       |
| -- | --------- | --- | ------------------------------------------ |
| -  | Sverige   | MF  | Adil Titi (från IFK Göteborg)              |
| -  | Sverige   | MF  | Henry Sletsjøe (från IF Sylvia)            |
| -  | Sverige   | MF  | Samouil Izountouemoi (från Dalkurd FF)     |
| -  | Sverige   | F   | Christopher Redenstrand (från Täby FK)     |
| -  | Sverige   | A   | Joakim Persson (Inlånad från IK Sirius)    |
| -  | Brasilien | MV  | Andre Bernardini (från IFK Haninge)        |
| -  | Sverige   | F   | Malte Persson (från Kalmar FF)             |
| -  | Norge     | F   | Eirik Asante Gayi (från Odd)               |
| -  | Sverige   | F   | Pontus Rödin (från AFC Eskilstuna)         |
| -  | Sverige   | MF  | Jacob Stensson (från University of Denver) |
| -  | Jordanien | F   | Jonathan Tamimi (från Degerfors IF)        |
| -  | Sverige   | F   | Roni Hajo (Uppflyttad från U19-laget)      |

| Nr | Land      | Pos | Namn                                       |
| -- | --------- | --- | ------------------------------------------ |
| -  | Sverige   | MF  | Adil Titi (från IFK Göteborg)              |
| -  | Sverige   | MF  | Henry Sletsjøe (från IF Sylvia)            |
| -  | Sverige   | MF  | Samouil Izountouemoi (från Dalkurd FF)     |
| -  | Sverige   | F   | Christopher Redenstrand (från Täby FK)     |
| -  | Sverige   | A   | Joakim Persson (Inlånad från IK Sirius)    |
| -  | Brasilien | MV  | Andre Bernardini (från IFK Haninge)        |
| -  | Sverige   | F   | Malte Persson (från Kalmar FF)             |
| -  | Norge     | F   | Eirik Asante Gayi (från Odd)               |
| -  | Sverige   | F   | Pontus Rödin (från AFC Eskilstuna)         |
| -  | Sverige   | MF  | Jacob Stensson (från University of Denver) |
| -  | Jordanien | F   | Jonathan Tamimi (från Degerfors IF)        |
| -  | Sverige   | F   | Roni Hajo (Uppflyttad från U19-laget)      |

| Nr | Land      | Pos | Namn                                                 |
| -- | --------- | --- | ---------------------------------------------------- |
| 7  | Sverige   | MF  | Robbin Sellin (Avslutat karriären)                   |
| 21 | Sverige   | F   | Lukas Hiltunen (till Sandvikens IF)                  |
| 23 | Sverige   | MF  | Oscar Lundin (till Gefle IF)                         |
| 1  | Sverige   | MV  | Adrian Engdahl (till IFK Haninge)                    |
| 4  | Sverige   | F   | Mattias Liljestrand (till Egersund)                  |
| 13 | Sverige   | F   | Pontus Hindrikes (till Malungs IF)                   |
| 6  | Island    | MF  | Bjarni Mark Antonsson (till Start)                   |
| 16 | Sverige   | MF  | André Kamp (till Lunds BK)                           |
| 3  | England   | F   | Moses Makasi (Klubb ej klar)                         |
| 10 | Kosovo    | MF  | Leonard Pllana (till Jeonnam Dragons)                |
| 18 | Brasilien | F   | Nicolas Gianini (Utlånad till Vasalunds IF)          |
| 24 | Sverige   | F   | Axel Sjöberg (Återvänder efter lån till Hammarby IF) |

| Nr | Land      | Pos | Namn                                                 |
| -- | --------- | --- | ---------------------------------------------------- |
| 7  | Sverige   | MF  | Robbin Sellin (Avslutat karriären)                   |
| 21 | Sverige   | F   | Lukas Hiltunen (till Sandvikens IF)                  |
| 23 | Sverige   | MF  | Oscar Lundin (till Gefle IF)                         |
| 1  | Sverige   | MV  | Adrian Engdahl (till IFK Haninge)                    |
| 4  | Sverige   | F   | Mattias Liljestrand (till Egersund)                  |
| 13 | Sverige   | F   | Pontus Hindrikes (till Malungs IF)                   |
| 6  | Island    | MF  | Bjarni Mark Antonsson (till Start)                   |
| 16 | Sverige   | MF  | André Kamp (till Lunds BK)                           |
| 3  | England   | F   | Moses Makasi (Klubb ej klar)                         |
| 10 | Kosovo    | MF  | Leonard Pllana (till Jeonnam Dragons)                |
| 18 | Brasilien | F   | Nicolas Gianini (Utlånad till Vasalunds IF)          |
| 24 | Sverige   | F   | Axel Sjöberg (Återvänder efter lån till Hammarby IF) |

#### Sommarövergångar 2022
| Nr | Land | Pos | Namn |
| -- | ---- | --- | ---- |

| Nr | Land | Pos | Namn |
| -- | ---- | --- | ---- |

| Nr | Land | Pos | Namn |
| -- | ---- | --- | ---- |

| Nr | Land | Pos | Namn |
| -- | ---- | --- | ---- |

### Jönköpings Södra IF

#### Vinterövergångar 2021/2022
| Nr | Land    | Pos | Namn                                       |
| -- | ------- | --- | ------------------------------------------ |
| -  | Sverige | MV  | Felix Jakobsson (från IFK Norrköping)      |
| -  | Sverige | MF  | Adnan Maric (från GAIS)                    |
| -  | Sverige | F   | Malkolm Moënza (från GAIS)                 |
| -  | Sverige | F   | Henrik Löfkvist (från Kalmar FF)           |
| -  | Sverige | MV  | Tom Amos (från IFK Göteborg)               |
| -  | Sverige | MF  | Peter Gwargis (Inlånad från Malmö FF)      |
| -  | Benin   | F   | Youssouf Assogba (Inlånad från Amiens)     |
| -  | Sverige | A   | Erik Johansson (Uppflyttad från U19-laget) |

| Nr | Land    | Pos | Namn                                       |
| -- | ------- | --- | ------------------------------------------ |
| -  | Sverige | MV  | Felix Jakobsson (från IFK Norrköping)      |
| -  | Sverige | MF  | Adnan Maric (från GAIS)                    |
| -  | Sverige | F   | Malkolm Moënza (från GAIS)                 |
| -  | Sverige | F   | Henrik Löfkvist (från Kalmar FF)           |
| -  | Sverige | MV  | Tom Amos (från IFK Göteborg)               |
| -  | Sverige | MF  | Peter Gwargis (Inlånad från Malmö FF)      |
| -  | Benin   | F   | Youssouf Assogba (Inlånad från Amiens)     |
| -  | Sverige | A   | Erik Johansson (Uppflyttad från U19-laget) |

| Nr | Land    | Pos | Namn                                       |
| -- | ------- | --- | ------------------------------------------ |
| 12 | Sverige | MF  | Jesper Svensson (Avslutat karriären)       |
| 11 | Ghana   | MF  | Enock Kwakwa (Klubb ej klar)               |
| 26 | Sverige | A   | Gabriel Andrén (till Elverum)              |
| 9  | Sverige | A   | Perparim Beqaj (till Norrby IF)            |
| 1  | Sverige | MV  | Frank Pettersson (Avslutat karriären)      |
| 13 | Sverige | F   | Mikael Marqués (till AFC Eskilstuna)       |
| 10 | Kenya   | A   | Eric Johana Omondi (till Waasland-Beveren) |

| Nr | Land    | Pos | Namn                                       |
| -- | ------- | --- | ------------------------------------------ |
| 12 | Sverige | MF  | Jesper Svensson (Avslutat karriären)       |
| 11 | Ghana   | MF  | Enock Kwakwa (Klubb ej klar)               |
| 26 | Sverige | A   | Gabriel Andrén (till Elverum)              |
| 9  | Sverige | A   | Perparim Beqaj (till Norrby IF)            |
| 1  | Sverige | MV  | Frank Pettersson (Avslutat karriären)      |
| 13 | Sverige | F   | Mikael Marqués (till AFC Eskilstuna)       |
| 10 | Kenya   | A   | Eric Johana Omondi (till Waasland-Beveren) |

#### Sommarövergångar 2022
| Nr | Land | Pos | Namn |
| -- | ---- | --- | ---- |

| Nr | Land | Pos | Namn |
| -- | ---- | --- | ---- |

| Nr | Land | Pos | Namn |
| -- | ---- | --- | ---- |

| Nr | Land | Pos | Namn |
| -- | ---- | --- | ---- |

### Landskrona BoIS

#### Vinterövergångar 2021/2022
| Nr | Land    | Pos | Namn                                |
| -- | ------- | --- | ----------------------------------- |
| -  | Sverige | F   | Edvin Dahlqvist (från Qviding FIF)  |
| -  | Sverige | F   | Jesper Strid (från Lunds BK)        |
| -  | Sverige | A   | Ousmane Diawara (från Karlbergs BK) |
| -  | Sverige | A   | Robin Dzabic (från IFK Värnamo)     |
| -  | Sverige | F   | Albin Linnér (från AFC Eskilstuna)  |
| -  | Sverige | MF  | Nikola Ladan (från Gais)            |
| -  | Sverige | MF  | Adam Egnell (från Gais)             |
| -  | Sverige | F   | Erik Hedenquist (från Lindome GIF)  |

| Nr | Land    | Pos | Namn                                |
| -- | ------- | --- | ----------------------------------- |
| -  | Sverige | F   | Edvin Dahlqvist (från Qviding FIF)  |
| -  | Sverige | F   | Jesper Strid (från Lunds BK)        |
| -  | Sverige | A   | Ousmane Diawara (från Karlbergs BK) |
| -  | Sverige | A   | Robin Dzabic (från IFK Värnamo)     |
| -  | Sverige | F   | Albin Linnér (från AFC Eskilstuna)  |
| -  | Sverige | MF  | Nikola Ladan (från Gais)            |
| -  | Sverige | MF  | Adam Egnell (från Gais)             |
| -  | Sverige | F   | Erik Hedenquist (från Lindome GIF)  |

| Nr | Land    | Pos | Namn                                          |
| -- | ------- | --- | --------------------------------------------- |
| 3  | Sverige | F   | Luka Petrović (till Höganäs BK)               |
| 16 | Sverige | F   | Dennis Olofsson (till Lunds BK)               |
| 22 | Sverige | F   | Hampus Ferhm (till IFK Malmö)                 |
| 26 | Sverige | F   | Jonathan Asp (Klubb ej klar)                  |
| 8  | Sverige | MF  | Måns Ekvall (till Vasalunds IF)               |
| 12 | Sverige | A   | Nicklas Nielsen (till Fortuna FF)             |
| 5  | Sverige | MF  | Passi Prudence (till Åtvidabergs FF)          |
| 10 | Sverige | A   | Robin Hofsö (till Falkenbergs FF)             |
| 21 | Sverige | A   | Kevin Jensen (till Kalmar FF)                 |
| 11 | Sverige | MF  | Filip Olsson (till IK Sirius)                 |
| 20 | Sverige | MF  | Sumar Almadjed (till Helsingborgs IF)         |
| 27 | Sverige | F   | Alec Brandt Erlandsson (Utlånad till Bologna) |
| 13 | Sverige | F   | Andreas Murbeck (till IK Sirius)              |

| Nr | Land    | Pos | Namn                                          |
| -- | ------- | --- | --------------------------------------------- |
| 3  | Sverige | F   | Luka Petrović (till Höganäs BK)               |
| 16 | Sverige | F   | Dennis Olofsson (till Lunds BK)               |
| 22 | Sverige | F   | Hampus Ferhm (till IFK Malmö)                 |
| 26 | Sverige | F   | Jonathan Asp (Klubb ej klar)                  |
| 8  | Sverige | MF  | Måns Ekvall (till Vasalunds IF)               |
| 12 | Sverige | A   | Nicklas Nielsen (till Fortuna FF)             |
| 5  | Sverige | MF  | Passi Prudence (till Åtvidabergs FF)          |
| 10 | Sverige | A   | Robin Hofsö (till Falkenbergs FF)             |
| 21 | Sverige | A   | Kevin Jensen (till Kalmar FF)                 |
| 11 | Sverige | MF  | Filip Olsson (till IK Sirius)                 |
| 20 | Sverige | MF  | Sumar Almadjed (till Helsingborgs IF)         |
| 27 | Sverige | F   | Alec Brandt Erlandsson (Utlånad till Bologna) |
| 13 | Sverige | F   | Andreas Murbeck (till IK Sirius)              |

#### Sommarövergångar 2022
| Nr | Land | Pos | Namn |
| -- | ---- | --- | ---- |

| Nr | Land | Pos | Namn |
| -- | ---- | --- | ---- |

| Nr | Land | Pos | Namn |
| -- | ---- | --- | ---- |

| Nr | Land | Pos | Namn |
| -- | ---- | --- | ---- |

### Norrby IF

#### Vinterövergångar 2021/2022
| Nr | Land    | Pos | Namn                                          |
| -- | ------- | --- | --------------------------------------------- |
| -  | Sverige | A   | Ekin Bulut (från IK Sirius)                   |
| -  | Sverige | MV  | Marcus Alexandersson (från Qviding FIF)       |
| -  | Sverige | F   | Pontus Eriksson (från Åtvidabergs FF)         |
| -  | Sverige | F   | Gustav Broman (från IF Elfsborg)              |
| -  | Sverige | MF  | Christian Rubio Sivodedov (från Akropolis IF) |
| -  | Sverige | A   | Max Andersson (från Lindome GIF)              |
| -  | Sverige | MF  | Gustav Berggren (från IFK Haninge)            |
| -  | Sverige | MF  | Anton Wede (från Falkenbergs FF)              |
| -  | Sverige | F   | Albin Sundgren (från IFK Värnamo)             |
| -  | Sverige | A   | Perparim Beqaj (från Jönköpings Södra IF)     |

| Nr | Land    | Pos | Namn                                          |
| -- | ------- | --- | --------------------------------------------- |
| -  | Sverige | A   | Ekin Bulut (från IK Sirius)                   |
| -  | Sverige | MV  | Marcus Alexandersson (från Qviding FIF)       |
| -  | Sverige | F   | Pontus Eriksson (från Åtvidabergs FF)         |
| -  | Sverige | F   | Gustav Broman (från IF Elfsborg)              |
| -  | Sverige | MF  | Christian Rubio Sivodedov (från Akropolis IF) |
| -  | Sverige | A   | Max Andersson (från Lindome GIF)              |
| -  | Sverige | MF  | Gustav Berggren (från IFK Haninge)            |
| -  | Sverige | MF  | Anton Wede (från Falkenbergs FF)              |
| -  | Sverige | F   | Albin Sundgren (från IFK Värnamo)             |
| -  | Sverige | A   | Perparim Beqaj (från Jönköpings Södra IF)     |

| Nr | Land     | Pos | Namn                                                      |
| -- | -------- | --- | --------------------------------------------------------- |
| 13 | Sverige  | A   | Robin Strömberg (till IFK Hässleholm)                     |
| 19 | Sverige  | MF  | Dino Cavalic (Klubb ej klar)                              |
| 19 | Sverige  | MV  | Hampus Falk (Klubb ej klar)                               |
| 10 | Sverige  | MF  | Wilhelm Ärlig (till Falkenbergs FF)                       |
| 14 | Kroatien | F   | Nikola Tkalcic (till IF Sylvia)                           |
| 11 | Sverige  | F   | Alen Krasnici (Avslutat karriären)                        |
| -  | Sverige  | A   | Max Andersson (Utlånad till Lindome GIF)                  |
| 21 | Sverige  | MF  | Dijan Vukojevic (till Degerfors IF)                       |
| 24 | Sverige  | MF  | Albin Sohlberg Gashi (till FC Trollhättan)                |
| 7  | Sverige  | MF  | Rasmus Örqvist (till Degerfors IF)                        |
| 25 | Sverige  | MF  | William Milovanovic (Återvänder efter lån till BK Häcken) |

| Nr | Land     | Pos | Namn                                                      |
| -- | -------- | --- | --------------------------------------------------------- |
| 13 | Sverige  | A   | Robin Strömberg (till IFK Hässleholm)                     |
| 19 | Sverige  | MF  | Dino Cavalic (Klubb ej klar)                              |
| 19 | Sverige  | MV  | Hampus Falk (Klubb ej klar)                               |
| 10 | Sverige  | MF  | Wilhelm Ärlig (till Falkenbergs FF)                       |
| 14 | Kroatien | F   | Nikola Tkalcic (till IF Sylvia)                           |
| 11 | Sverige  | F   | Alen Krasnici (Avslutat karriären)                        |
| -  | Sverige  | A   | Max Andersson (Utlånad till Lindome GIF)                  |
| 21 | Sverige  | MF  | Dijan Vukojevic (till Degerfors IF)                       |
| 24 | Sverige  | MF  | Albin Sohlberg Gashi (till FC Trollhättan)                |
| 7  | Sverige  | MF  | Rasmus Örqvist (till Degerfors IF)                        |
| 25 | Sverige  | MF  | William Milovanovic (Återvänder efter lån till BK Häcken) |

#### Sommarövergångar 2022
| Nr | Land | Pos | Namn |
| -- | ---- | --- | ---- |

| Nr | Land | Pos | Namn |
| -- | ---- | --- | ---- |

| Nr | Land | Pos | Namn |
| -- | ---- | --- | ---- |

| Nr | Land | Pos | Namn |
| -- | ---- | --- | ---- |

### Skövde AIK

#### Vinterövergångar 2021/2022
| Nr | Land      | Pos | Namn                                          |
| -- | --------- | --- | --------------------------------------------- |
| -  | Frankrike | A   | Yoann Fellrath (från FC Trollhättan)          |
| -  | Sverige   | MF  | Gustav Sahlin (från Assyriska IK)             |
| -  | Sverige   | MF  | Linus Mattsson (från Akropolis IF)            |
| -  | Sverige   | F   | Gabriel Wallentin (Inlånad från Halmstads BK) |
| -  | Sverige   | F   | Samuel Sörman (från Västerås SK)              |
| -  | Sverige   | A   | Jack Cooper Love (Inlånad från IF Elfsborg)   |
| -  | Estland   | MF  | Vladislav Kreida (Inlånad från Flora Tallinn) |

| Nr | Land      | Pos | Namn                                          |
| -- | --------- | --- | --------------------------------------------- |
| -  | Frankrike | A   | Yoann Fellrath (från FC Trollhättan)          |
| -  | Sverige   | MF  | Gustav Sahlin (från Assyriska IK)             |
| -  | Sverige   | MF  | Linus Mattsson (från Akropolis IF)            |
| -  | Sverige   | F   | Gabriel Wallentin (Inlånad från Halmstads BK) |
| -  | Sverige   | F   | Samuel Sörman (från Västerås SK)              |
| -  | Sverige   | A   | Jack Cooper Love (Inlånad från IF Elfsborg)   |
| -  | Estland   | MF  | Vladislav Kreida (Inlånad från Flora Tallinn) |

| Nr | Land    | Pos | Namn                                                     |
| -- | ------- | --- | -------------------------------------------------------- |
| 11 | Sverige | A   | Viktor Granath (till Västerås SK)                        |
| 6  | Sverige | MF  | Daniel Ask (till Västerås SK)                            |
| 88 | Sverige | MF  | Amer Ibrahimovic (Återvänder efter lån till Västerås SK) |

| Nr | Land    | Pos | Namn                                                     |
| -- | ------- | --- | -------------------------------------------------------- |
| 11 | Sverige | A   | Viktor Granath (till Västerås SK)                        |
| 6  | Sverige | MF  | Daniel Ask (till Västerås SK)                            |
| 88 | Sverige | MF  | Amer Ibrahimovic (Återvänder efter lån till Västerås SK) |

#### Sommarövergångar 2022
| Nr | Land | Pos | Namn |
| -- | ---- | --- | ---- |

| Nr | Land | Pos | Namn |
| -- | ---- | --- | ---- |

| Nr | Land | Pos | Namn |
| -- | ---- | --- | ---- |

| Nr | Land | Pos | Namn |
| -- | ---- | --- | ---- |

### Trelleborgs FF

#### Vinterövergångar 2021/2022
| Nr | Land    | Pos | Namn                                                    |
| -- | ------- | --- | ------------------------------------------------------- |
| -  | Sverige | MF  | Othmane Salama (från Ängelholms FF)                     |
| -  | Danmark | MV  | Andreas Larsen (från Frem)                              |
| -  | Island  | F   | Bödvar Bödvarsson (från Helsingborgs IF)                |
| -  | Finland | F   | Mikko Viitikko (från Lahti)                             |
| -  | Sverige | A   | Liam Olausson (från IFK Norrköping)                     |
| -  | Danmark | A   | Nicolas Mortensen (från Östers IF)                      |
| -  | Nigeria | F   | Abel Ogwuche (Inlånad från Tripple 44 Football Academy) |
| -  | Sverige | MF  | Lukas Minter Wettergren (Uppflyttad från U19-laget)     |

| Nr | Land    | Pos | Namn                                                    |
| -- | ------- | --- | ------------------------------------------------------- |
| -  | Sverige | MF  | Othmane Salama (från Ängelholms FF)                     |
| -  | Danmark | MV  | Andreas Larsen (från Frem)                              |
| -  | Island  | F   | Bödvar Bödvarsson (från Helsingborgs IF)                |
| -  | Finland | F   | Mikko Viitikko (från Lahti)                             |
| -  | Sverige | A   | Liam Olausson (från IFK Norrköping)                     |
| -  | Danmark | A   | Nicolas Mortensen (från Östers IF)                      |
| -  | Nigeria | F   | Abel Ogwuche (Inlånad från Tripple 44 Football Academy) |
| -  | Sverige | MF  | Lukas Minter Wettergren (Uppflyttad från U19-laget)     |

| Nr | Land    | Pos | Namn                                          |
| -- | ------- | --- | --------------------------------------------- |
| 24 | Sverige | MF  | Mattias Håkansson (Klubb ej klar)             |
| 12 | Sverige | MV  | Hampus Nilsson (till Eskilsminne IF)          |
| 15 | Serbien | F   | Božidar Veličković (Klubb ej klar)            |
| 31 | Sverige | MV  | Merlin Nuhanovic (till IFK Malmö)             |
| 23 | Sverige | F   | Fredrik Liverstam (till Eskilsminne IF)       |
| 9  | Sverige | A   | Dzenis Kozica (till Östers IF)                |
| 14 | Sverige | A   | Måns Söderqvist (till Oskarshamns AIK)        |
| 16 | Sverige | MF  | Noah Tillberg (till IFK Malmö)                |
| 11 | Sverige | A   | Henrik Johansson (Utlånad till Ängelholms FF) |
| 4  | Sverige | F   | Kalle Larsson (Utlånad till IFK Malmö)        |

| Nr | Land    | Pos | Namn                                          |
| -- | ------- | --- | --------------------------------------------- |
| 24 | Sverige | MF  | Mattias Håkansson (Klubb ej klar)             |
| 12 | Sverige | MV  | Hampus Nilsson (till Eskilsminne IF)          |
| 15 | Serbien | F   | Božidar Veličković (Klubb ej klar)            |
| 31 | Sverige | MV  | Merlin Nuhanovic (till IFK Malmö)             |
| 23 | Sverige | F   | Fredrik Liverstam (till Eskilsminne IF)       |
| 9  | Sverige | A   | Dzenis Kozica (till Östers IF)                |
| 14 | Sverige | A   | Måns Söderqvist (till Oskarshamns AIK)        |
| 16 | Sverige | MF  | Noah Tillberg (till IFK Malmö)                |
| 11 | Sverige | A   | Henrik Johansson (Utlånad till Ängelholms FF) |
| 4  | Sverige | F   | Kalle Larsson (Utlånad till IFK Malmö)        |

#### Sommarövergångar 2022
| Nr | Land | Pos | Namn |
| -- | ---- | --- | ---- |

| Nr | Land | Pos | Namn |
| -- | ---- | --- | ---- |

| Nr | Land | Pos | Namn |
| -- | ---- | --- | ---- |

| Nr | Land | Pos | Namn |
| -- | ---- | --- | ---- |

### Utsiktens BK

#### Vinterövergångar 2021/2022
| Nr | Land           | Pos | Namn                                            |
| -- | -------------- | --- | ----------------------------------------------- |
| -  | Sverige        | MF  | Jesper Brandt (från Gais)                       |
| -  | Sverige        | MV  | Johan Brattberg (Inlånad från BK Häcken)        |
| -  | Sverige        | MF  | Mattias Bouvin (från Akropolis IF)              |
| -  | Nordmakedonien | MV  | Mikica Gjorgievski (från Borec Veles)           |
| -  | Sverige        | F   | Wilhelm Nilsson (från Sollentuna FK)            |
| -  | Sverige        | MF  | Markus Björkqvist (Inlånad från Malmö FF)       |
| -  | Spanien        | A   | Jonathan Quintero Olsson (från Tamaraceite)     |
| -  | Sverige        | MF  | William Milovanovic (Inlånad från BK Häcken)    |
| -  | Nigeria        | A   | Nsima Peter (från Falkenbergs FF)               |
| -  | Uganda         | MF  | David Owori (från Vélez)                        |
| -  | Frankrike      | A   | Diocounda Gory (från Vélez)                     |
| -  | Sverige        | F   | Billy Nordström (från Östers IF)                |
| -  | Frankrike      | MF  | Reginald Alidor (från Birkirkara)               |
| -  | Norge          | F   | Mikkel Konradsen Ceide (Inlånad från Rosenborg) |

| Nr | Land           | Pos | Namn                                            |
| -- | -------------- | --- | ----------------------------------------------- |
| -  | Sverige        | MF  | Jesper Brandt (från Gais)                       |
| -  | Sverige        | MV  | Johan Brattberg (Inlånad från BK Häcken)        |
| -  | Sverige        | MF  | Mattias Bouvin (från Akropolis IF)              |
| -  | Nordmakedonien | MV  | Mikica Gjorgievski (från Borec Veles)           |
| -  | Sverige        | F   | Wilhelm Nilsson (från Sollentuna FK)            |
| -  | Sverige        | MF  | Markus Björkqvist (Inlånad från Malmö FF)       |
| -  | Spanien        | A   | Jonathan Quintero Olsson (från Tamaraceite)     |
| -  | Sverige        | MF  | William Milovanovic (Inlånad från BK Häcken)    |
| -  | Nigeria        | A   | Nsima Peter (från Falkenbergs FF)               |
| -  | Uganda         | MF  | David Owori (från Vélez)                        |
| -  | Frankrike      | A   | Diocounda Gory (från Vélez)                     |
| -  | Sverige        | F   | Billy Nordström (från Östers IF)                |
| -  | Frankrike      | MF  | Reginald Alidor (från Birkirkara)               |
| -  | Norge          | F   | Mikkel Konradsen Ceide (Inlånad från Rosenborg) |

| Nr | Land    | Pos | Namn                                              |
| -- | ------- | --- | ------------------------------------------------- |
| 7  | Sverige | MF  | Andreas Öhman (till Västra Frölunda IF)           |
| 8  | Island  | MF  | Bragi Bergsson (till Västra Frölunda IF)          |
| 30 | Sverige | MV  | Eddie Ludvigsson (till Västra Frölunda IF)        |
| 23 | Bolivia | MF  | Martin Smedberg-Dalence (Avslutat karriären)      |
| 77 | Sverige | MF  | Andreas Jernarp (till Qviding FIF)                |
| 19 | Sverige | F   | Alexander Angelin (till Västra Frölunda IF)       |
| 29 | Sverige | MV  | Tom Amos (Återvänder efter lån till IFK Göteborg) |

| Nr | Land    | Pos | Namn                                              |
| -- | ------- | --- | ------------------------------------------------- |
| 7  | Sverige | MF  | Andreas Öhman (till Västra Frölunda IF)           |
| 8  | Island  | MF  | Bragi Bergsson (till Västra Frölunda IF)          |
| 30 | Sverige | MV  | Eddie Ludvigsson (till Västra Frölunda IF)        |
| 23 | Bolivia | MF  | Martin Smedberg-Dalence (Avslutat karriären)      |
| 77 | Sverige | MF  | Andreas Jernarp (till Qviding FIF)                |
| 19 | Sverige | F   | Alexander Angelin (till Västra Frölunda IF)       |
| 29 | Sverige | MV  | Tom Amos (Återvänder efter lån till IFK Göteborg) |

#### Sommarövergångar 2022
| Nr | Land | Pos | Namn |
| -- | ---- | --- | ---- |

| Nr | Land | Pos | Namn |
| -- | ---- | --- | ---- |

| Nr | Land | Pos | Namn |
| -- | ---- | --- | ---- |

| Nr | Land | Pos | Namn |
| -- | ---- | --- | ---- |

### Västerås SK

#### Vinterövergångar 2021/2022
| Nr | Land    | Pos | Namn                                      |
| -- | ------- | --- | ----------------------------------------- |
| -  | Sverige | A   | David Burubwa (från IFK Norrköping)       |
| -  | Sverige | A   | Viktor Granath (från Skövde AIK)          |
| -  | Sverige | MF  | Daniel Ask (från Skövde AIK)              |
| -  | Taiwan  | MF  | Miguel Sandberg (från FC Djursholm)       |
| -  | Sverige | MF  | Mohammed Mahammed (från Åtvidabergs FF)   |
| -  | Sverige | F   | Alex Douglas (från Hammarby TFF)          |
| -  | Sverige | F   | Ahmad Faqa (Inlånad från AIK)             |
| -  | Sverige | MF  | Alex Lindelöv (Uppflyttad från U19-laget) |

| Nr | Land    | Pos | Namn                                      |
| -- | ------- | --- | ----------------------------------------- |
| -  | Sverige | A   | David Burubwa (från IFK Norrköping)       |
| -  | Sverige | A   | Viktor Granath (från Skövde AIK)          |
| -  | Sverige | MF  | Daniel Ask (från Skövde AIK)              |
| -  | Taiwan  | MF  | Miguel Sandberg (från FC Djursholm)       |
| -  | Sverige | MF  | Mohammed Mahammed (från Åtvidabergs FF)   |
| -  | Sverige | F   | Alex Douglas (från Hammarby TFF)          |
| -  | Sverige | F   | Ahmad Faqa (Inlånad från AIK)             |
| -  | Sverige | MF  | Alex Lindelöv (Uppflyttad från U19-laget) |

| Nr | Land    | Pos | Namn                                                    |
| -- | ------- | --- | ------------------------------------------------------- |
| 14 | USA     | A   | Brian Span (till IFK Haninge)                           |
| 33 | Sverige | MV  | Sebastian Selin (till Hammarby IF)                      |
| 27 | Sverige | MF  | Gustav Rydberg (till Åtvidabergs FF)                    |
| -  | Sverige | MF  | Patric Åslund (Utlånad till Motala AIF)                 |
| 30 | Sverige | A   | William Videhult (Utlånad till Piteå IF)                |
| 19 | Sverige | F   | Samuel Sörman (till Skövde AIK)                         |
| 8  | Sverige | MF  | Jonas Hellgren (Avslutat karriären)                     |
| 22 | Sverige | F   | Daniel Hermansson (till Bryne)                          |
| 77 | Sverige | A   | Erik Björndahl (Återvänder efter lån till Örebro SK)    |
| 26 | Sverige | F   | Kalle Björklund (Återvänder efter lån till Hammarby IF) |
| 20 | Ghana   | MF  | Lawson Sabah (Återvänder efter lån till AFC Eskilstuna) |
| 27 | Sverige | MF  | Taha Ali (Återvänder efter lån till Örebro SK)          |

| Nr | Land    | Pos | Namn                                                    |
| -- | ------- | --- | ------------------------------------------------------- |
| 14 | USA     | A   | Brian Span (till IFK Haninge)                           |
| 33 | Sverige | MV  | Sebastian Selin (till Hammarby IF)                      |
| 27 | Sverige | MF  | Gustav Rydberg (till Åtvidabergs FF)                    |
| -  | Sverige | MF  | Patric Åslund (Utlånad till Motala AIF)                 |
| 30 | Sverige | A   | William Videhult (Utlånad till Piteå IF)                |
| 19 | Sverige | F   | Samuel Sörman (till Skövde AIK)                         |
| 8  | Sverige | MF  | Jonas Hellgren (Avslutat karriären)                     |
| 22 | Sverige | F   | Daniel Hermansson (till Bryne)                          |
| 77 | Sverige | A   | Erik Björndahl (Återvänder efter lån till Örebro SK)    |
| 26 | Sverige | F   | Kalle Björklund (Återvänder efter lån till Hammarby IF) |
| 20 | Ghana   | MF  | Lawson Sabah (Återvänder efter lån till AFC Eskilstuna) |
| 27 | Sverige | MF  | Taha Ali (Återvänder efter lån till Örebro SK)          |

#### Sommarövergångar 2022
| Nr | Land | Pos | Namn |
| -- | ---- | --- | ---- |

| Nr | Land | Pos | Namn |
| -- | ---- | --- | ---- |

| Nr | Land | Pos | Namn |
| -- | ---- | --- | ---- |

| Nr | Land | Pos | Namn |
| -- | ---- | --- | ---- |

### Örebro SK

#### Vinterövergångar 2021/2022
| Nr | Land      | Pos | Namn                                                 |
| -- | --------- | --- | ---------------------------------------------------- |
| -  | Sverige   | MF  | Daniel Gustavsson (från Lilleström)                  |
| -  | Sverige   | MF  | Lucas Shlimon (från Assyriska IK)                    |
| -  | Kamerun   | MF  | Victor Mpindi (Inlånad från Sönderjyske)             |
| -  | Sverige   | MF  | Elias Barsoum (från Djurgårdens IF)                  |
| -  | Sverige   | F   | Samuel Dahl (från AIK)                               |
| -  | Sverige   | MF  | Malik Mokédé (från Karlslunds IF)                    |
| -  | Sverige   | MV  | William Eskelinen (från Århus)                       |
| -  | Island    | F   | Axel Óskar Andresson (från Riga FC)                  |
| -  | Luxemburg | MF  | Vincent Thill (Inlånad från Vorskla Poltava)         |
| -  | Sverige   | F   | Jonathan Johnsson (Uppflyttad från U19-laget)        |
| -  | Sverige   | MF  | Joel Andersson Segerlind (Uppflyttad från U19-laget) |

| Nr | Land      | Pos | Namn                                                 |
| -- | --------- | --- | ---------------------------------------------------- |
| -  | Sverige   | MF  | Daniel Gustavsson (från Lilleström)                  |
| -  | Sverige   | MF  | Lucas Shlimon (från Assyriska IK)                    |
| -  | Kamerun   | MF  | Victor Mpindi (Inlånad från Sönderjyske)             |
| -  | Sverige   | MF  | Elias Barsoum (från Djurgårdens IF)                  |
| -  | Sverige   | F   | Samuel Dahl (från AIK)                               |
| -  | Sverige   | MF  | Malik Mokédé (från Karlslunds IF)                    |
| -  | Sverige   | MV  | William Eskelinen (från Århus)                       |
| -  | Island    | F   | Axel Óskar Andresson (från Riga FC)                  |
| -  | Luxemburg | MF  | Vincent Thill (Inlånad från Vorskla Poltava)         |
| -  | Sverige   | F   | Jonathan Johnsson (Uppflyttad från U19-laget)        |
| -  | Sverige   | MF  | Joel Andersson Segerlind (Uppflyttad från U19-laget) |

| Nr | Land         | Pos | Namn                                                        |
| -- | ------------ | --- | ----------------------------------------------------------- |
| 18 | Nigeria      | A   | Isaac Boye (till IF Karlstad)                               |
| 25 | Sverige      | MF  | Nordin Gerzic (Avslutar karriären)                          |
| 9  | Albanien     | A   | Agon Mehmeti (Klubb ej klar)                                |
| 14 | Sverige      | F   | Michael Almebäck (Klubb ej klar)                            |
| 3  | Sierra Leone | F   | Kevin Wright (till IK Sirius)                               |
| 45 | Sverige      | MF  | Anton Ingves (till BK Forward)                              |
| 17 | Sverige      | MF  | Johan Mårtensson (till Panetolikos)                         |
| 46 | Sverige      | F   | Helmer Andersson (till Karlslunds IF)                       |
| 30 | Sverige      | MV  | Mergim Krasniqi (till Gais)                                 |
| 8  | Sverige      | MF  | Dennis Collander (till Hammarby IF)                         |
| 11 | Sverige      | MF  | Nahir Besara (till Hammarby IF)                             |
| 27 | Danmark      | F   | Andreas Skovgaard (till Brann)                              |
| 21 | Sverige      | MF  | Taha Ali (till Helsingborgs IF)                             |
| 1  | Frankrike    | MV  | Bobby Allain (till Dalkurd FF)                              |
| 31 | Brasilien    | A   | Patrick Luan (Återvänder efter lån till Sion)               |
| 20 | Nigeria      | A   | Richard Friday (Återvänder efter lån till Spartaks Jurmala) |

| Nr | Land         | Pos | Namn                                                        |
| -- | ------------ | --- | ----------------------------------------------------------- |
| 18 | Nigeria      | A   | Isaac Boye (till IF Karlstad)                               |
| 25 | Sverige      | MF  | Nordin Gerzic (Avslutar karriären)                          |
| 9  | Albanien     | A   | Agon Mehmeti (Klubb ej klar)                                |
| 14 | Sverige      | F   | Michael Almebäck (Klubb ej klar)                            |
| 3  | Sierra Leone | F   | Kevin Wright (till IK Sirius)                               |
| 45 | Sverige      | MF  | Anton Ingves (till BK Forward)                              |
| 17 | Sverige      | MF  | Johan Mårtensson (till Panetolikos)                         |
| 46 | Sverige      | F   | Helmer Andersson (till Karlslunds IF)                       |
| 30 | Sverige      | MV  | Mergim Krasniqi (till Gais)                                 |
| 8  | Sverige      | MF  | Dennis Collander (till Hammarby IF)                         |
| 11 | Sverige      | MF  | Nahir Besara (till Hammarby IF)                             |
| 27 | Danmark      | F   | Andreas Skovgaard (till Brann)                              |
| 21 | Sverige      | MF  | Taha Ali (till Helsingborgs IF)                             |
| 1  | Frankrike    | MV  | Bobby Allain (till Dalkurd FF)                              |
| 31 | Brasilien    | A   | Patrick Luan (Återvänder efter lån till Sion)               |
| 20 | Nigeria      | A   | Richard Friday (Återvänder efter lån till Spartaks Jurmala) |

#### Sommarövergångar 2022
| Nr | Land | Pos | Namn |
| -- | ---- | --- | ---- |

| Nr | Land | Pos | Namn |
| -- | ---- | --- | ---- |

| Nr | Land | Pos | Namn |
| -- | ---- | --- | ---- |

| Nr | Land | Pos | Namn |
| -- | ---- | --- | ---- |

### Örgryte IS

#### Vinterövergångar 2021/2022
| Nr | Land      | Pos | Namn                                          |
| -- | --------- | --- | --------------------------------------------- |
| -  | Kap Verde | MV  | Sixten Mohlin (från Östersunds FK)            |
| -  | Sverige   | A   | Sargon Abraham (från Degerfors IF)            |
| -  | Sverige   | MF  | Isak Dahlqvist (från IFK Göteborg)            |
| -  | Sverige   | A   | Alexander Ahl Holmström (från AFC Eskilstuna) |
| -  | Sverige   | MF  | Nicklas Bärkroth (från Djurgårdens IF)        |
| -  | Sverige   | A   | Olle Johansson (Uppflyttad från U19-laget)    |

| Nr | Land      | Pos | Namn                                          |
| -- | --------- | --- | --------------------------------------------- |
| -  | Kap Verde | MV  | Sixten Mohlin (från Östersunds FK)            |
| -  | Sverige   | A   | Sargon Abraham (från Degerfors IF)            |
| -  | Sverige   | MF  | Isak Dahlqvist (från IFK Göteborg)            |
| -  | Sverige   | A   | Alexander Ahl Holmström (från AFC Eskilstuna) |
| -  | Sverige   | MF  | Nicklas Bärkroth (från Djurgårdens IF)        |
| -  | Sverige   | A   | Olle Johansson (Uppflyttad från U19-laget)    |

| Nr | Land      | Pos | Namn                                                     |
| -- | --------- | --- | -------------------------------------------------------- |
| 6  | Sverige   | MF  | Hannes Sahlin (Avslutar karriären)                       |
| 1  | Sverige   | MV  | Fredrik Andersson (till Varbergs BoIS)                   |
| 7  | Brasilien | A   | Aílton Almeida (Klubb ej klar)                           |
| 13 | Sverige   | F   | Kevin Fransson (till Sävedalens IF)                      |
| 2  | Sverige   | F   | Samuel Ohlsson (till Ljungskile SK)                      |
| 8  | Sverige   | MF  | Lukas Browning Lagerfeldt (till Dalkurd FF)              |
| 27 | Sverige   | F   | Robin Glavak (Utlånad till Lindome GIF)                  |
| 15 | Sverige   | A   | Jack Cooper Love (Återvänder efter lån till IF Elfsborg) |
| 25 | Spanien   | A   | Peru Ruiz (Återvänder efter lån till Real Sociedad)      |

| Nr | Land      | Pos | Namn                                                     |
| -- | --------- | --- | -------------------------------------------------------- |
| 6  | Sverige   | MF  | Hannes Sahlin (Avslutar karriären)                       |
| 1  | Sverige   | MV  | Fredrik Andersson (till Varbergs BoIS)                   |
| 7  | Brasilien | A   | Aílton Almeida (Klubb ej klar)                           |
| 13 | Sverige   | F   | Kevin Fransson (till Sävedalens IF)                      |
| 2  | Sverige   | F   | Samuel Ohlsson (till Ljungskile SK)                      |
| 8  | Sverige   | MF  | Lukas Browning Lagerfeldt (till Dalkurd FF)              |
| 27 | Sverige   | F   | Robin Glavak (Utlånad till Lindome GIF)                  |
| 15 | Sverige   | A   | Jack Cooper Love (Återvänder efter lån till IF Elfsborg) |
| 25 | Spanien   | A   | Peru Ruiz (Återvänder efter lån till Real Sociedad)      |

#### Sommarövergångar 2022
| Nr | Land | Pos | Namn |
| -- | ---- | --- | ---- |

| Nr | Land | Pos | Namn |
| -- | ---- | --- | ---- |

| Nr | Land | Pos | Namn |
| -- | ---- | --- | ---- |

| Nr | Land | Pos | Namn |
| -- | ---- | --- | ---- |

### Östers IF

#### Vinterövergångar 2021/2022
| Nr | Land       | Pos | Namn                                               |
| -- | ---------- | --- | -------------------------------------------------- |
| -  | Sverige    | MV  | Mathias Nilsson (Inlånad från Malmö FF)            |
| -  | Sverige    | MF  | Dzenis Kozica (från Trelleborgs FF)                |
| -  | Sverige    | F   | Theodor Johansson (från Hammarby TFF)              |
| -  | Sverige    | MF  | Manasse Kusu (från IFK Norrköping)                 |
| -  | Sverige    | MF  | Ahmed Bonnah (från Sandvikens IF)                  |
| -  | Montenegro | MF  | Vladimir Rodić (från Hammarby IF)                  |
| -  | Färöarna   | A   | Jörgen Nielsen (från NSÍ Runavík)                  |
| -  | Sverige    | A   | Adam Bergmark Wiberg (Inlånad från Djurgårdens IF) |

| Nr | Land       | Pos | Namn                                               |
| -- | ---------- | --- | -------------------------------------------------- |
| -  | Sverige    | MV  | Mathias Nilsson (Inlånad från Malmö FF)            |
| -  | Sverige    | MF  | Dzenis Kozica (från Trelleborgs FF)                |
| -  | Sverige    | F   | Theodor Johansson (från Hammarby TFF)              |
| -  | Sverige    | MF  | Manasse Kusu (från IFK Norrköping)                 |
| -  | Sverige    | MF  | Ahmed Bonnah (från Sandvikens IF)                  |
| -  | Montenegro | MF  | Vladimir Rodić (från Hammarby IF)                  |
| -  | Färöarna   | A   | Jörgen Nielsen (från NSÍ Runavík)                  |
| -  | Sverige    | A   | Adam Bergmark Wiberg (Inlånad från Djurgårdens IF) |

| Nr | Land    | Pos | Namn                                                  |
| -- | ------- | --- | ----------------------------------------------------- |
| 28 | England | A   | James Keene (till Viskafors IF)                       |
| 25 | Sverige | MV  | Damir Mehić (Klubb ej klar)                           |
| 19 | Danmark | A   | Nicolas Mortensen (till Trelleborgs FF)               |
| 27 | Sverige | F   | Billy Nordström (till Utsiktens BK)                   |
| 22 | Sverige | MF  | Amel Mujanic (Återvänder efter lån till Malmö FF)     |
| 11 | Sverige | A   | Lucas Lima (Återvänder efter lån till IFK Norrköping) |

| Nr | Land    | Pos | Namn                                                  |
| -- | ------- | --- | ----------------------------------------------------- |
| 28 | England | A   | James Keene (till Viskafors IF)                       |
| 25 | Sverige | MV  | Damir Mehić (Klubb ej klar)                           |
| 19 | Danmark | A   | Nicolas Mortensen (till Trelleborgs FF)               |
| 27 | Sverige | F   | Billy Nordström (till Utsiktens BK)                   |
| 22 | Sverige | MF  | Amel Mujanic (Återvänder efter lån till Malmö FF)     |
| 11 | Sverige | A   | Lucas Lima (Återvänder efter lån till IFK Norrköping) |

#### Sommarövergångar 2022
| Nr | Land | Pos | Namn |
| -- | ---- | --- | ---- |

| Nr | Land | Pos | Namn |
| -- | ---- | --- | ---- |

| Nr | Land | Pos | Namn |
| -- | ---- | --- | ---- |

| Nr | Land | Pos | Namn |
| -- | ---- | --- | ---- |

### Östersunds FK

#### Vinterövergångar 2021/2022
| Nr | Land            | Pos | Namn                                        |
| -- | --------------- | --- | ------------------------------------------- |
| -  | Sverige         | F   | Peter Amoran (från IFK Östersund)           |
| -  | Sverige         | F   | Cesar Weilid (från Akropolis IF)            |
| -  | Norge           | F   | Kevin Jablinski (från 07 Vestur)            |
| -  | Sverige         | MV  | Anton Berg (från IFK Östersund)             |
| -  | Sverige         | MF  | Linton Ulloa (från IFK Östersund)           |
| -  | Sverige         | F   | Ziad Ghanoum (från Friska Viljor)           |
| -  | Norge           | F   | Erlend Sivertsen (från Kristiansund)        |
| -  | Sverige         | MF  | André Österholm (från Ekenäs IF)            |
| -  | Nigeria         | A   | Uche Sabastine (Inlånad från Kano Pillars)  |
| -  | Norge           | MF  | Mansour Sinyan (från Kjelsås)               |
| -  | Nigeria         | A   | Jordan Attah Kadiri (Inlånad från Lommel)   |
| -  | Elfenbenskusten | F   | Yannick Adjoumani (Inlånad från BK Häcken)  |
| -  | Nederländerna   | A   | Chovanie Amatkarijo (från IF Karlstad)      |
| -  | Ukraina         | F   | Myroslav Mazur (från Jagiellonia Białystok) |
| -  | Ghana           | MF  | Kamal Issah (från Ankara Keçiörengücü)      |

| Nr | Land            | Pos | Namn                                        |
| -- | --------------- | --- | ------------------------------------------- |
| -  | Sverige         | F   | Peter Amoran (från IFK Östersund)           |
| -  | Sverige         | F   | Cesar Weilid (från Akropolis IF)            |
| -  | Norge           | F   | Kevin Jablinski (från 07 Vestur)            |
| -  | Sverige         | MV  | Anton Berg (från IFK Östersund)             |
| -  | Sverige         | MF  | Linton Ulloa (från IFK Östersund)           |
| -  | Sverige         | F   | Ziad Ghanoum (från Friska Viljor)           |
| -  | Norge           | F   | Erlend Sivertsen (från Kristiansund)        |
| -  | Sverige         | MF  | André Österholm (från Ekenäs IF)            |
| -  | Nigeria         | A   | Uche Sabastine (Inlånad från Kano Pillars)  |
| -  | Norge           | MF  | Mansour Sinyan (från Kjelsås)               |
| -  | Nigeria         | A   | Jordan Attah Kadiri (Inlånad från Lommel)   |
| -  | Elfenbenskusten | F   | Yannick Adjoumani (Inlånad från BK Häcken)  |
| -  | Nederländerna   | A   | Chovanie Amatkarijo (från IF Karlstad)      |
| -  | Ukraina         | F   | Myroslav Mazur (från Jagiellonia Białystok) |
| -  | Ghana           | MF  | Kamal Issah (från Ankara Keçiörengücü)      |

| Nr | Land             | Pos | Namn                                    |
| -- | ---------------- | --- | --------------------------------------- |
| 77 | Gambia           | F   | Noah Sonko Sundberg (till Levski Sofia) |
| 40 | Ghana            | MF  | Frank Arhin (Klubb ej klar)             |
| 16 | Kap Verde        | MV  | Sixten Mohlin (till Örgryte IS)         |
| 12 | Palestina (stat) | A   | Ahmed Awad (till Dalkurd FF)            |
| 22 | England          | MF  | Charlie Colkett (till Cheltenham Town)  |
| 8  | Sverige          | F   | Isak Ssewankambo (till IK Sirius)       |
| 28 | Burundi          | F   | Marco Weymans (Klubb ej klar)           |
| 88 | England          | A   | Jerell Sellars (Klubb ej klar)          |
| 5  | Nederländerna    | MF  | Rewan Amin (till Dalkurd FF)            |
| 2  | Ghana            | F   | Patrick Kpozo (till Sheriff Tiraspol)   |
| 9  | England          | A   | Francis Jno-Baptiste (Klubb ej klar)    |
| 24 | Uganda           | F   | Ronald Mukiibi (till Degerfors IF)      |
| 19 | Norge            | F   | Eirik Haugan (till Molde)               |

| Nr | Land             | Pos | Namn                                    |
| -- | ---------------- | --- | --------------------------------------- |
| 77 | Gambia           | F   | Noah Sonko Sundberg (till Levski Sofia) |
| 40 | Ghana            | MF  | Frank Arhin (Klubb ej klar)             |
| 16 | Kap Verde        | MV  | Sixten Mohlin (till Örgryte IS)         |
| 12 | Palestina (stat) | A   | Ahmed Awad (till Dalkurd FF)            |
| 22 | England          | MF  | Charlie Colkett (till Cheltenham Town)  |
| 8  | Sverige          | F   | Isak Ssewankambo (till IK Sirius)       |
| 28 | Burundi          | F   | Marco Weymans (Klubb ej klar)           |
| 88 | England          | A   | Jerell Sellars (Klubb ej klar)          |
| 5  | Nederländerna    | MF  | Rewan Amin (till Dalkurd FF)            |
| 2  | Ghana            | F   | Patrick Kpozo (till Sheriff Tiraspol)   |
| 9  | England          | A   | Francis Jno-Baptiste (Klubb ej klar)    |
| 24 | Uganda           | F   | Ronald Mukiibi (till Degerfors IF)      |
| 19 | Norge            | F   | Eirik Haugan (till Molde)               |

#### Sommarövergångar 2022
| Nr | Land | Pos | Namn |
| -- | ---- | --- | ---- |

| Nr | Land | Pos | Namn |
| -- | ---- | --- | ---- |

| Nr | Land | Pos | Namn |
| -- | ---- | --- | ---- |

| Nr | Land | Pos | Namn |
| -- | ---- | --- | ---- |

## Allsvenskan
Se Lista över fotbollsövergångar i Allsvenskan 2022.